# Jiří Grospič (právník)
Jiří Grospič (19. března 1929 – 16. dubna 2016) byl český právník, vysokoškolský učitel a bývalý československý politik Komunistické strany Československa, poslanec České národní rady a Sněmovny národů Federálního shromáždění na počátku normalizace.

## Biografie
Byl absolventem Právnické fakulty Univerzity Karlovy (studoval na ni v letech 1948–1952). V letech 1953–1956 prodělal na této škole vědeckou aspiranturu. V roce 1960 získal titul CSc. Od roku 1956 působil coby vědecký pracovník Ústavu státu a práva ČSAV.
Koncem 60. let 20. století jako vědecký pracovník Ústavu státu a práva ČSAV, bytem Praha-Vršovice, se podílel na přípravě federalizace Československa. Zasedl v České národní radě. Počátkem března 1968 se účastnil porady českých a slovenských právních a historických odborníků na smolenickém zámku, kde se dolaďovaly otázky uspořádání česko-slovenských vztahů v rámci chystaných politických změn pražského jara. Na jaře 1968 pak on a Zdeněk Jičínský byli na české straně autory jednoho ze dvou návrhů znění ústavního zákona o československé federaci. Předpokládal těsnější vazbu obou národních republik, zatímco konkurenční návrh, jehož autorem byl Jiří Boguszak, plánoval volnější česko-slovenské soustátí. Při následné diskuzi o návrhu ústavy Grospič s Jičínským argumentovali zejména proti širokému uplatnění zákazu majorizace tak, jak ho prosazovala slovenská strana. Podle nich by tak slovenská menšina populace získala trvalé veto nad názory většiny obyvatel Československa. Odmítal i navrhovanou paritu českých a slovenských zástupců ve federální vládě. Grospičův projekt užší federace ovšem odmítla slovenská strana. Po městské konferenci KSS v Bratislavě počátkem července byla polemika okolo charakteru federace medializována a Grospič následně veřejně oponoval slovenským stoupencům volnější federace.
Po provedení federalizace Československa usedl v lednu 1969 do Sněmovny národů Federálního shromáždění. Ve federálním parlamentu setrval jen do listopadu 1969, kdy přestal být poslancem ČNR a tudíž ztratil i mandát ve FS.
Do veřejných funkcí se naplno vrátil po sametové revoluci. V letech 1991–1992 byl členem odborné komise předsednictva Federálního shromáždění pro novou ústavu ČSFR, jež ale nikdy nebyla dokončena kvůli rozpadu Československa. V letech 1990–1992 zároveň zastával post člena odborné komise pro veřejné právo při Legislativní radě vlády ČSFR. V období let 1991–1996 byl předsedou rozkladové komise při ministerstvu hospodářství České republiky. Zároveň si udržoval i akademickou činnost. Od roku 1993 byl odborným asistentem Národohospodářské fakulty VŠE v Praze a od roku 1995 odborným asistentem Právnické fakulty ZČU Plzeň. Působil na Akademii věd České republiky.